# اقتراح أريزونا 207
اقتراح أريزونا 207 كانت مبادرة من قبل الناخبين لتظهر بعد ذلك في اقتراع نوفمبر 2020. مع تمرير ما يقرب من 60٪ من الأصوات سمح الاقتراح بإضفاء الشرعية والضرائب على القنب الهندي للاستخدام من قبل البالغين لغرض الترفيه. إلى جانب مونتانا ونيوجيرسي وساوث داكوتا، تعد أريزونا واحدة من أربع ولايات في أمريكا شرعت الماريجوانا الترفيهية عبر إجراءات الاقتراع في عام 2020.

## الأحكام
يُشرع الاقتراح 207 المعروف أيضًا باسم القانون الذكي والآمن الاستخدام الترفيهي للبالغين للماريجوانا، وعلى وجه التحديد من خلال السماح للبالغين 21 عامًا فأكثر في ولاية أريزونا بامتلاك ما يصل إلى أونصة واحدة (28 جم) من الماريجوانا مع عدم وجود أكثر من 5 غرامات من الماريجوانا كتركيز كلي، والحصول على ما يصل إلى 6 من نباتات الماريجوانا في المنازل بغرض الزراعة مع ما يصل إلى 12 نبتة من الماريجوانا في المنازل التي تضم شخصين بالغين أو أكثر. وُجهت وزارة الخدمات الصحية بالولاية لوضع قواعد بيع الماريجوانا بالتجزئة بحلول 1 يونيو 2021، والسماح للماريجوانا بالخضوع لضرائب المبيعات الحكومية والمحلية مثل عناصر البيع بالتجزئة الأخرى، وفرض ضريبة انتقائية إضافية بنسبة 16٪ على منتجات الماريجوانا، مع تقسيم الإيرادات بين الوكالات الحكومية للولاية المسؤولة عن الأنشطة المتعلقة بالقانون والطرق السريعة ومقاطعات الكليات المجتمعية وإدارات الشرطة وإدارات الإطفاء. تنص المبادرة على أنه لا يزال بإمكان أصحاب العمل تبني سياسات «مكان العمل الخالي من المخدرات» وتقييد استخدام الموظفين والمتقدمين للماريجوانا، وتنص على أن المبادرة لا تسمح باستخدام الماريجوانا في الأماكن العامة. تنص المبادرة على أن حيازة أكثر من أونصة (28 جم) ولكن أقل من 2.5 أوقية (71 جم) من الماريجوانا من قبل شخص بالغ يعتبر جريمة بسيطة. تحظر المبادرة بيع منتجات الماريجوانا التي تشبه «إنسانًا أو حيوانًا أو حشرة أو فاكهة أو لعبة أو رسومًا كرتونية» وتنص على عقوبات لحيازة الماريجوانا من قبل القصر بغرامة 100 دولار واستشارة دوائية.
يفرض الاقتراح ضريبة انتقائية بنسبة 16 في المائة على بيع القنب. سيتم استخدام الحصة الأولى من الإيرادات لإنفاذ لوائح القنب الحكومية، مع تقسيم الباقي على النحو التالي: 33٪ لكليات المجتمع، 31.4٪ لإدارات الشرطة والإطفاء، 25.4٪ لصندوق الطرق السريعة، 10٪ لصندوق العدالة، 0.2٪ للنائب العام للولاية للتنفيذ.

## التاريخ
بدأت جمعية مستوصفات أريزونا وغرفة تجارة أريزونا للقنب في أغسطس 2019 لتنظيم مبادرة اقتراع أخرى بعد مبادرة اقتراع فاشلة في نوفمبر 2016. قدمت جمعية مستوصفات أريزونا طلبًا لمبادرة الاقتراع في 26 سبتمبر 2019، من أجل «قانون ذكي وآمن»، وتسعى للحصول على 237.645 توقيعًا ضروريًا من ناخبي أريزونا المسجلين بحلول الموعد النهائي في 2 يوليو 2020 للحصول على اقتراع في شهر نوفمبر من نفس العام. وتم الاقتراع في 3 نوفمبر 2020.
تلقت مبادرة تقنين ولاية أريزونا التي رعتها جمعية ذكية وآمنة في ولاية أريزونا على 150 ألف توقيع بحلول 17 يناير 2020، من أصل 237.645 توقيعًا مطلوبًا. من المحتمل أن تكون المبادرة قد تجاوزت الحد الأدنى من التوقيعات الصحيحة البالغ 237.645 بحلول أبريل لتظهر في اقتراع نوفمبر. في الأول من يوليو أعلن مقدمو مشروع القرار أنهم قدموا أكثر من 420.000 توقيع إلى وزير الخارجية في الولاية. في 10 أغسطس أعلنت وزيرة الخارجية كاتي هوبز أن المبادرة مؤهلة لاقتراع 2020 كمقترح 207. أعلنت وكالة أسوشيتد برس أن المبادرة مرت يوم الانتخابات 3 نوفمبر 2020.